# Антонец, Фёдор Игнатьевич
Фёдор Игнатьевич Антонец (1906—28.06.1986)— передовик советского сельского хозяйства, директор Гиагинской МТС Республики Адыгея. Участник Великой Отечественной войны. Герой Социалистического Труда (1948).

## Биография
Родился в 1906 году в станице Воровсколесская в Курсавском районе, Ставропольский край, Российская империя в крестьянской семье. В 1932 году приехал в Адыгею, стал работать в совхозе «Труд» механиком.

### На фронтах Великой Отечественной войны
В армию призван 15.10.1941 года Гиагинским РВК Краснодарского края.
Участник обороны Кавказа, Сталинградской, Орловско-Курской битв, Восточно-Прусской операции.
В боях участвовал:
- с 11.1941 г. по 01.1942 г. — заместитель политрука батареи 16 отдельной стрелковой бригады 56 армии Южного фронта;
- с 01.1942 г. по 03.1942 г. — слушатель курсов младших политруков при 56 армии Южного фронта;
- с 03.1942 г. по 06.1943 г. — комиссар и командир миномётной роты отдельного мотострелкового батальона 4-й танковой бригады 24-го танкового корпуса Воронежского фронта;
- с 06.1943 г. по 12.1943 г. — командир миномётной роты 4-й гвардейской танковой бригады 2-го гвардейского танккового корпуса Сталинградского фронта;
- с 12.1943 г. по 03.1945 г. — заместитель командирa отдельного танкового батальона по строевой

части 4-й гвардейской танковой бригады 2-го гвардейского танкового Тацинского Краснознамённого, ордена Суворова танкового корпуса Западного, 3-го Белорусского фронтов.
Ранен: дважды легко, 26.03.1945 г. тяжело ранен в боях за Восточную Пруссию.

### После войны
Демобилизовался по инвалидности в звании капитана. По возвращении домой назначен директором Гиагинской МТС. Не хватало техники, специалистов, приходилось организовывать курсы и обучать молодёжь профессиям трактористов, комбайнёров, механиков.
Изыскивая резервы, сотрудники МТС помогали восстанавливать разрушенные хозяйства. Гиагинская МТС была ведущей в районе. В 1947 году на полях колхозов собрали хороший урожай пшеницы по 24 центнеров с гектара, а — на отдельных полях — по 30 центнеров.
Указом Президиума Верховного Совета СССР от 6 мая 1948 года Антонец Фёдору Игнатьевичу — директору Гиагинской МТС, получившему в обслуживанмых колхозах урожай пшеницы 21,18 центнеров с гектара на площади 1005,32 гектара присвоено звание Героя Социалистического Труда с вручением ордена Ленина и золотой медали «Серп и Молот».
Директором Гиагинской МТС проработал до 1954 года, а затем ряд лет работал директором Адыгейского плодопитомнического совхоза, Дондуковской РТС, председателем Дондуковского сельского Совета. За успехи в развитии сельского хозяйства неоднократно являлся участником ВСХВ и ВДНХ, награждён золотой и бронзовой медалями и занесен в Книгу Почета ВДНХ.
Член КПСС с 1940 года. Неоднократно избирался членом Адыгейского обкома, Гиагинского и Кошехабльского райкомов КПСС, являлся депутатом Гиагинского и Кошехабльского районных Советов народных депутатов. Награждён медалью «За доблестный труд. В ознаменование 100-летия со дня рождения В. И. Ленина».
Проживал в станице Дондуковской, являлся персональным пенсионером союзного значения.
Умер от фронтовых ран 28 июня 1986 года в станице Дондуковской.

## Награды
- Медаль «Серп и Молот» (1948);
- Орден Ленина (1948).
- Орден Отечественной войны II степени[2]
- Орден Красной Звезды[3]
- Орден Красной Звезды[4]
- Медаль «За оборону Сталинграда»[5]
- Медаль «За оборону Кавказа»
- Медаль «В ознаменование 100-летия со дня рождения Владимира Ильича Ленина» (6 апреля 1970)
- Медаль «За победу над Германией в Великой Отечественной войне 1941—1945 гг.» (9 мая 1945[6])
- Юбилейная медаль «Двадцать лет Победы в Великой Отечественной войне 1941—1945 гг.» (7 мая 1965[7])
- Юбилейная медаль «Тридцать лет Победы в Великой Отечественной войне 1941—1945 гг.»[8]
- Медаль «Ветеран труда»

## Память

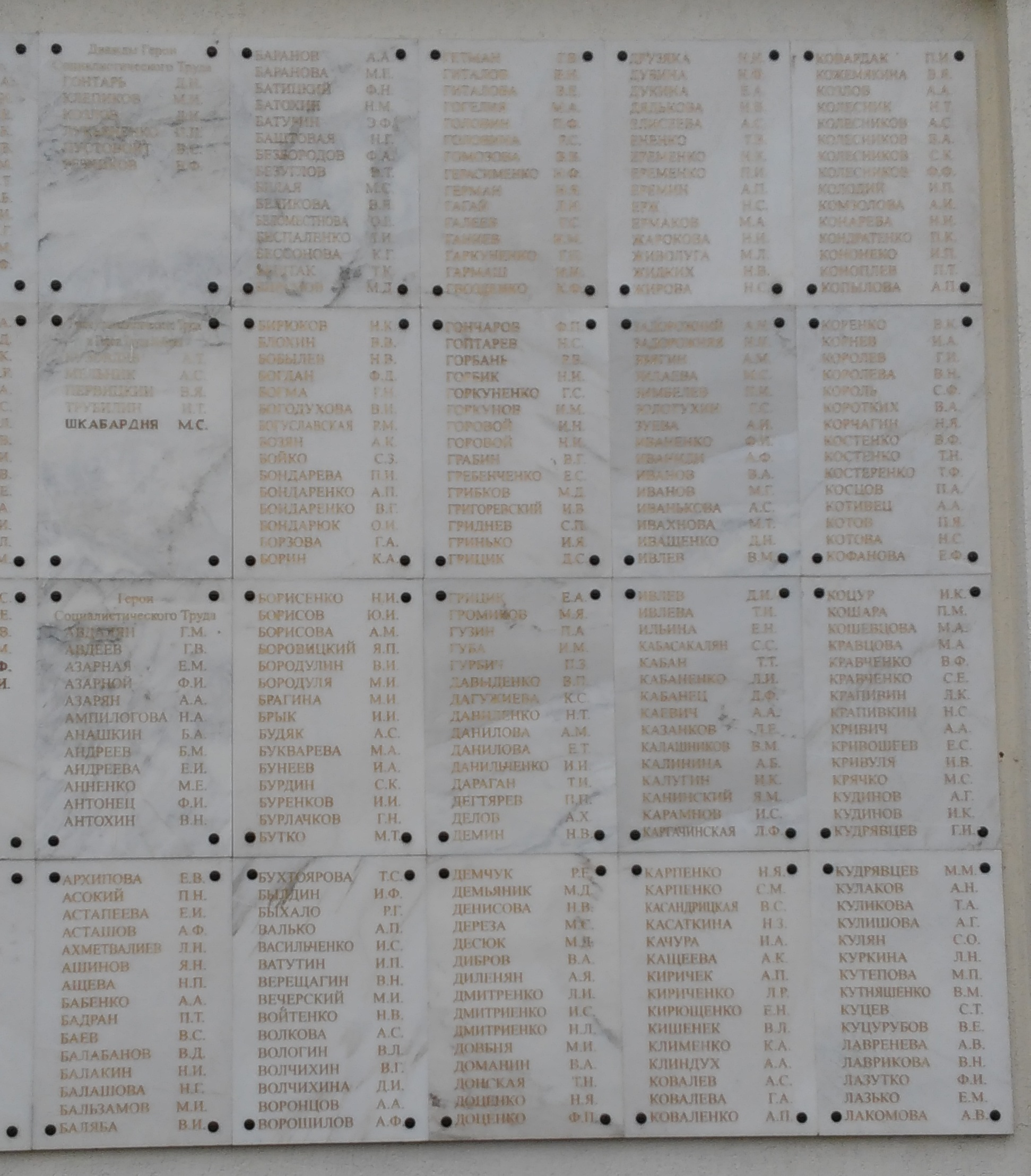

- На могиле установлен надгробный памятник.
- Имя Героя золотыми буквами вписано на мемориальной доске в Краснодаре.
- Занесен в Книгу Почёта района и на аллею Трудовой Славы Гиагинского района.